# Hexacentrus dorsatus
Hexacentrus dorsatus är en insektsart som beskrevs av Josef Redtenbacher 1891. Hexacentrus dorsatus ingår i släktet Hexacentrus och familjen vårtbitare. Inga underarter finns listade i Catalogue of Life.